# 約阿希姆·約翰松
約阿希姆·約翰松（Joachim Johansson，1982年7月1日—），是一位瑞典職業網球運動員。於2000年轉為職業選手。

## 簡歷
約翰遜出生在隆德，目前住在南泰利耶，瑞典。他的父親，列夫.约翰逊（Leif Johansson），也是一個網球選手，代表瑞典在戴維斯杯上世紀70年代。他的推移，綽號“皮姆維貝克”，他被稱為因為他是一個新生兒。他的哥哥約阿希姆發音為“Joapim”，後來成為“皮姆維貝克”。 2005年，瑞典跨欄選手珍妮卡盧爾成了他的女友，但在2008年8月，他們分開。萊頓·休伊特的妹妹Jaslyn·休伊特，是他的女朋友2000年至2005年。2009年4月以來他所從事的約翰娜韋斯特伯格，瑞典的職業球員在歐洲女子巡迴賽，他們將迎來他們的第一個孩子。
他與同胞瑞典網球選手托馬斯·約翰松沒有任何的關係。

## 職業生涯
約翰松贏得他的第一個ATP單打冠軍，2004年時，他戰勝了尼古拉斯·基弗在孟菲斯決賽。2005年，他又贏得了兩項冠軍（阿德萊德和馬賽）。
他巔覆了2004年美國公開賽，他以五盤比數擊敗衛冕冠軍安迪·羅迪克。一個不尋常的方面是，比賽羅迪克贏得了24分以上，但仍然敗給約翰松。約翰松隨後失去了對萊頓·休伊特的半決賽。

## 單打戰績表
| 賽事               | 2000 | 2001 | 2002 | 2003 | 2004 | 2005 | 2006 | 2007 | 2008 | 生涯 勝-負 |
| ------------------ | ---- | ---- | ---- | ---- | ---- | ---- | ---- | ---- | ---- | ---------- |
| 澳大利亞網球公開賽 | A    | A    | A    | 1R   | 3R   | 4R   | A    | 1R   | A    | 5–4        |
| 法國網球公開賽     | A    | A    | A    | LQ   | 1R   | A    | A    | A    | A    | 0–1        |
| 溫布頓網球錦標賽   | A    | A    | A    | LQ   | 4R   | 3R   | A    | A    | A    | 5–2        |
| 美國網球公開賽     | A    | A    | A    | 1R   | SF   | A    | A    | A    | A    | 5–2        |
| 大滿貫 勝-負       | 0–0  | 0–0  | 0–0  | 0–2  | 10–4 | 5–2  | 0–0  | 0–1  | 0–0  | 15–9       |
| 年終排名           | 773  | 390  | 219  | 95   | 11   | 54   | 193  | 350  | 771  | N/A        |

## 外部連結
- 約阿希姆·約翰松（英文/西班牙文）的官方資料
- 約阿希姆·約翰松的國際網球總會 職業／青少年 官方資料（英文）
- 約阿希姆·約翰松的官方資料（英文）